# العلاقات الإماراتية الفيجية
العلاقات الإماراتية الفيجية هي العلاقات الثنائية التي تجمع بين الإمارات العربية المتحدة وفيجي.

## مقارنة بين البلدين
هذه مقارنة عامة ومرجعية للدولتين:
| وجه المقارنة                                              | الإمارات العربية المتحدة | فيجي                                                                 |
| --------------------------------------------------------- | ------------------------ | -------------------------------------------------------------------- |
| المساحة (كم2)                                             | 83.60 ألف                | 18.27 ألف                                                            |
| عدد السكان (نسمة)                                         | 9.40 مليون               | 915.30 ألف                                                           |
| الكثافة السكانية (ن./كم²)                                 | 112.44                   | 50.1                                                                 |
| العاصمة                                                   | أبو ظبي                  | سوفا                                                                 |
| اللغة الرسمية                                             | اللغة العربية            | لغة إنجليزية، اللغة الفيجية، اللغة الفيجي الهندية، اللغة الهندستانية |
| العملة                                                    | درهم إماراتي             | دولار فيجي                                                           |
| الناتج المحلي الإجمالي (بليون دولار)                      | 382.58 مليار             | 5.06 مليار                                                           |
| الناتج المحلي الإجمالي (تعادل القوة الشرائية) بليون دولار | 640.72 مليار             | 8.32 مليار                                                           |
| الناتج المحلي الإجمالي الاسمي للفرد دولار أمريكي          | 40.44 ألف                | 4.96 ألف                                                             |
| الناتج المحلي الإجمالي للفرد دولار أمريكي                 | 67.67 ألف                | 8.79 ألف                                                             |
| مؤشر التنمية البشرية                                      | 0.835                    | 0.727                                                                |
| رمز المكالمات الدولي                                      | +971                     | +679                                                                 |
| رمز الإنترنت                                              | .ae، .امارات             | .fj                                                                  |
| المنطقة الزمنية                                           | ت ع م+04:00              | ت ع م+12:00                                                          |

## منظمات دولية مشتركة
يشترك البلدان في عضوية مجموعة من المنظمات الدولية، منها:
| علم المنظمة | اسم المنظمة                               | تاريخ انضمام الإمارات العربية المتحدة | تاريخ انضمام فيجي |
| ----------- | ----------------------------------------- | ------------------------------------- | ----------------- |
|             | المنظمة الهيدروغرافية الدولية             | ?                                     | ?                 |
|             | الاتحاد البريدي العالمي                   | ?                                     | ?                 |
|             | يونسكو                                    | 20 أبريل 1972                         | 14 يوليو 1983     |
|             | البنك الدولي للإنشاء والتعمير             | 22 سبتمبر 1972                        | 28 مايو 1971      |
|             | منظمة التجارة العالمية                    | ?                                     | ?                 |
|             | وكالة ضمان الاستثمار متعدد الأطراف        | 20 أكتوبر 1993                        | 24 سبتمبر 1990    |
|             | الاتحاد الدولي للاتصالات                  | 27 يونيو 1972                         | 5 مايو 1971       |
|             | منظمة الشرطة الجنائية الدولية             | ?                                     | ?                 |
|             | مؤسسة التمويل الدولية                     | 30 سبتمبر 1977                        | 12 يوليو 1979     |
|             | الأمم المتحدة                             | 9 ديسمبر 1971                         | 13 أكتوبر 1970    |
|             | مؤسسة التنمية الدولية                     | 23 ديسمبر 1981                        | 29 سبتمبر 1972    |
|             | منظمة حظر الأسلحة الكيميائية              | ?                                     | ?                 |
|             | المركز الدولي لتسوية المنازعات الاستشارية | 22 يناير 1982                         | 10 سبتمبر 1977    |

## وصلات خارجية
- موقع وزارة الخارجية الإماراتية
- موقع وزارة الخارجية الفيجية